# Marlies Allewijn
Marlies Allewijn (Goes, 16 oktober 1977) is een Nederlands auteur.

## Biografie
Marlies Allewijn groeide op in het Zeeuwse Yerseke, maar woont in Amsterdam. Toen ze twaalf was kreeg Allewijn de diagnose polyarticulaire juveniele idiopathische artritis, oftewel jeugdreuma.
In 2018 verscheen De Meid, een roman  over Neeltje Lokerse, een 19e-eeuwse Zeeuwse activiste. Het boek werd genomineerd voor de Zeeuwse Boekenprijs. In 2019 schreef ze het geschenk voor de 25e Week van het Zeeuwse boek.

## Thema's
In haar (historische) romans spelen zowel Zeeland als Amsterdam regelmatig een rol. Kenmerkend aan haar werk is dat ze personages in de schijnwerpers zet die in veel verhalen een bijrol zouden spelen, zoals de dienstmeid of de dochter uit een conservatief arbeidersgezin. Ook feminisme is een terugkerend thema in haar boeken. Ze vindt het naar eigen zeggen “belangrijk om vrouwen een stem te geven”.

## Bibilografie (selectie)
| Jaar | Titel                      | Beschrijving |
| ---- | -------------------------- | --- |
| 2012 | SchEef                     | Semi-autobigrafische jeugdroman over Eef die de diagnose jeugdreuma krijgt                                      |
| 2016 | Ze was 16                  | Roman over de Tweede Wereldoorlog in Zeeland (Slag om de Schelde)                                               |
| 2018 | De Meid                    | Roman over Neeltje Lokerse, een 19e-eeuwse Zeeuwse activiste                                                    |
| 2020 | Barsten                    | Roman over afstandsmoeders                                                                                      |
| 2023 | Na de klap                 | Young Adult-roman over een puber die na een traumatische gebeurtenis weer grip op het leven probeert te krijgen |
| 2025 | Vind me aan de andere kant | Roman over identiteit en verlies die de periode van 1915 tot 1994 bestrijkt                                     |

### Verfilming
Van de roman Ze was 16 werd een korte film gemaakt onder de titel Het Pamflet.
- Gemeinsame Normdatei: 1131565525
- International Standard Name Identifier: 0000 0003 9347 3706
- Nederlandse Thesaurus van Auteursnamen: 352064978
- Virtual International Authority File: 287768044